# 1996年アトランタオリンピックのテニス競技
1996年アトランタオリンピックのテニス競技（1996ねんアトランタオリンピックのテニスきょうぎ）の成績結果。

## 試合方式
- 出場選手は、男子・女子ともシングルス64名、ダブルス32組。シングルス優勝までには6試合、ダブルス優勝までには5試合を戦う。
- 男子は、シングルス・ダブルス決勝（金メダル・銀メダル決定戦）のみ5セット・マッチで行われる。他の試合はすべて3セット・マッチ。準決勝が終了した時点で、敗者2名による銅メダル決定戦が行われるが、これは3セット・マッチである。1988年ソウル五輪と1992年バルセロナ五輪では、準決勝で敗退した選手2名 / 2組による対戦は行わず、両方に銅メダルを授与していた。このアトランタ五輪から、銅メダル決定戦が行われるようになった。
- 女子はすべて3セット・マッチ。試合の流れは男子と同じ。

## 競技結果

### 男子シングルス
| 順位 | 選手名                   | 国・地域       |
| ---- | ------------------------ | -------------- |
| 1    | アンドレ・アガシ         | アメリカ合衆国 |
| 2    | セルジ・ブルゲラ         | スペイン       |
| 3    | リーンダー・パエス       | インド         |
| 4    | フェルナンド・メリジェニ | ブラジル       |

#### 大会経過
準決勝
- アンドレ・アガシ vs.  リーンダー・パエス　7-6, 6-3
- セルジ・ブルゲラ vs.  フェルナンド・メリジェニ　7-6, 6-2

決勝
- アンドレ・アガシ vs.  セルジ・ブルゲラ　6-2, 6-3, 6-1

銅メダル決定戦
- リーンダー・パエス vs.  フェルナンド・メリジェニ　3-6, 6-2, 6-4

### 男子ダブルス
| 順位 | 選手名                                         | 国・地域       |
| ---- | ---------------------------------------------- | -------------- |
| 1    | マーク・ウッドフォード＆トッド・ウッドブリッジ | オーストラリア |
| 2    | ティム・ヘンマン＆ニール・ブロード             | イギリス       |
| 3    | デビッド・プリノジル＆マルク＝ケビン・ゲルナー | ドイツ         |
| 4    | ヤッコ・エルティン＆ポール・ハーフース         | オランダ       |

#### 大会経過
準決勝
- マーク・ウッドフォード＆トッド・ウッドブリッジ vs.  ヤッコ・エルティン＆ポール・ハーフース　6-2, 5-7, 18-16
- ティム・ヘンマン＆ニール・ブロード vs.  デビッド・プリノジル＆マルク＝ケビン・ゲルナー　4-6, 6-3, 10-8

決勝
- マーク・ウッドフォード＆トッド・ウッドブリッジ vs.  ティム・ヘンマン＆ニール・ブロード　6-4, 6-4, 6-2

銅メダル決定戦
- デビッド・プリノジル＆マルク＝ケビン・ゲルナー vs.  ヤッコ・エルティン＆ポール・ハーフース　6-2, 7-5

### 女子シングルス
| 順位 | 選手名                           | 国・地域       |
| ---- | -------------------------------- | -------------- |
| 1    | リンゼイ・ダベンポート           | アメリカ合衆国 |
| 2    | アランチャ・サンチェス・ビカリオ | スペイン       |
| 3    | ヤナ・ノボトナ                   | チェコ         |
| 4    | メアリー・ジョー・フェルナンデス | アメリカ合衆国 |

#### 大会経過
準決勝
- リンゼイ・ダベンポート vs.  メアリー・ジョー・フェルナンデス　6-2, 7-6
- アランチャ・サンチェス・ビカリオ vs.  ヤナ・ノボトナ　6-4, 1-6, 6-3

決勝
- リンゼイ・ダベンポート vs.  アランチャ・サンチェス・ビカリオ　7-6, 6-2

銅メダル決定戦
- ヤナ・ノボトナ vs.  メアリー・ジョー・フェルナンデス　7-6, 6-4

### 女子ダブルス
| 順位 | 選手名                                                   | 国・地域       |
| ---- | -------------------------------------------------------- | -------------- |
| 1    | ジジ・フェルナンデス＆メアリー・ジョー・フェルナンデス   | アメリカ合衆国 |
| 2    | ヤナ・ノボトナ＆ヘレナ・スコバ                           | チェコ         |
| 3    | アランチャ・サンチェス・ビカリオ＆コンチタ・マルティネス | スペイン       |
| 4    | ブレンダ・シュルツ＝マッカーシー＆マノン・ボーラグラフ   | オランダ       |

#### 大会経過
準決勝
- ジジ・フェルナンデス＆メアリー・ジョー・フェルナンデス vs.  ブレンダ・シュルツ＝マッカーシー＆マノン・ボーラグラフ　7-5, 7-6
- ヤナ・ノボトナ＆ヘレナ・スコバ vs.  アランチャ・サンチェス・ビカリオ＆コンチタ・マルティネス　6-2, 7-6

決勝
- ジジ・フェルナンデス＆メアリー・ジョー・フェルナンデス vs.  ヤナ・ノボトナ＆ヘレナ・スコバ　7-6, 6-4

銅メダル決定戦
- アランチャ・サンチェス・ビカリオ＆コンチタ・マルティネス vs.  ブレンダ・シュルツ＝マッカーシー＆マノン・ボーラグラフ　6-1, 6-3

## 国別メダル受賞数
| 順   | 国・地域       | 金 | 銀 | 銅 | 計 |
| ---- | -------------- | -- | -- | -- | -- |
| 1    | アメリカ合衆国 | 3  | 0  | 0  | 3  |
| 2    | オーストラリア | 1  | 0  | 0  | 1  |
| 3    | スペイン       | 0  | 2  | 1  | 3  |
| 4    | チェコ         | 0  | 1  | 1  | 2  |
| 5    | イギリス       | 0  | 1  | 0  | 1  |
| 6    | インド         | 0  | 0  | 1  | 1  |
| 6    | ドイツ         | 0  | 0  | 1  | 1  |
| 総計 | 総計           | 4  | 4  | 4  | 12 |